# Mujahid al-Amiri
 (août 2024).
Si vous disposez d'ouvrages ou d'articles de référence ou si vous connaissez des sites web de qualité traitant du thème abordé ici, merci de compléter l'article en donnant les références utiles à sa vérifiabilité et en les liant à la section « Notes et références ».
Pour les articles homonymes, voir Amiri.
Mujahid al-Amiri (Mugetto en italien) (né en 989 à Dénia dans le califat de Cordoue - et mort en 1044 en Algérie dans le Califat fatimide) est un émir slave (saqāliba) originellement corsaire barbaresque qui a par la suite fondé le taïfa de Dénia, royaume musulman basé dans le grand bassin de la Méditerranée.
Projetant une conquête musulmane de la péninsule italique, son royaume s'étend de Dénia en Espagne jusqu'à la Sardaigne et inclut les îles Baléares et le sud de la Corse.

## En Sardaigne

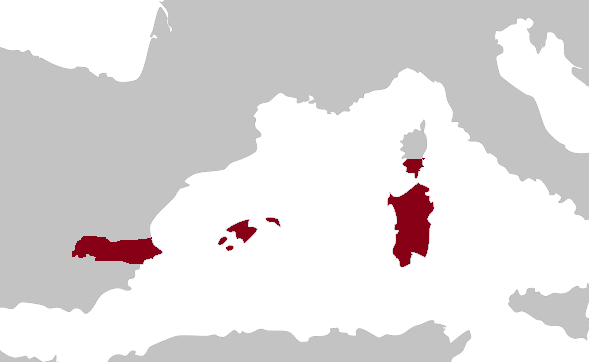
Royaume de Mujahid à son apogée.

C'est en 1015 que l'émir, établi aux îles Baléares, prépare l'assaut vers la Sardaigne, avec « une flotte de 125 navires transportant 1 000 chevaux pour tenter de conquérir la Sardaigne ».
Les habitants de Sardaigne ne pouvaient pas imaginer qu'un assaut du genre pouvait leur arriver. Mais le Sarrasin organise l'expédition très rapidement et dans le plus grand secret.
Musetto débarque probablement sur le territoire du judicat du Logudoro (près de l'actuelle Porto Torres), en Sardaigne nord-occidentale, c'est-à-dire dans une partie de l'île rarement attaquée, et il n'a donc aucune difficulté à piller la ville maritime.
Une tentative de résistance est organisée par le juge Malotto (Malut), qui fait rassembler sur la plage tous les hommes valides en se mettant à la tête de ses troupes. Cet acte est en réalité une grave erreur, étant donné que le Juge, ainsi que la plupart de ses administrateurs, sont tués dans la bataille. Ainsi, toute l'organisation du judicat est bouleversée et la population reste donc privée d'hommes habiles à organiser la résistance et la reconstruction.
Le judicat de Torres (Logudoro) devient, en une nuit, le nouveau règne de Musetto, qui donne à ce territoire une organisation immédiate dans le but de conquérir d'abord l'île et ensuite le continent italien.

## Vers Pise
L'attaque à Torres, n’est sans doute pas improvisée, car elle est déclenchée pendant que Pise a une grande partie de sa flotte en Calabre, pour une mission de représailles contre d'autres Sarrasins.
Après avoir regroupé ses troupes, Musetto se tourne donc rapidement vers Pise, qui fut depuis le début son probable véritable objectif. Ainsi Musetto, qui dispose vraisemblablement d'un service de renseignement (cette hypothèse se confirmerait par ses interventions opportunes), attaque Pise où le massacre est alors féroce. Seules les femmes valides sont épargnées, mais uniquement pour être vendues sur les marchés aux esclaves. Cette vente aurait financé de façon très importante la flotte sarrasine. Des quartiers entiers de la ville toscane sont enflammés, et avant que les bateaux pisans retournent de leur incursion en Calabre, Musetto était déjà reparti à Olbia avec ses prisonnières.
On ne sait pas si du judicat du Logudoro ses troupes se sont entre-temps déplacées à Olbia. De toute façon, peu après les Sarrasins contrôlaient tout le territoire compris entre les deux ports sardes septentrionaux. Sûrement l'archipel de la Maddalena était déjà entre les mains arabes, ainsi que la Corse méridionale qu'il contrôle,.
Cependant, l'aventure méditerranéenne de Musetto commence à peine.

## Pise en chasse
Les Pisans ont alors une réaction prévisible en poursuivant immédiatement Muscetto (ainsi appelé par les Toscans). C'est l'amiral Vittore Ricucchi (ou Ricucci) qui commande les opérations, et débarque à Sainte Lucia de Siniscola (ou plus probablement, dans le Portus Luguidonis de l'actuel San Giovanni de Posada) pour s'allier aux Sardes, qui organisent déjà leur résistance.
Ainsi, Sardes et Pisans, par la mer ainsi que par la terre, marchent ensemble vers Olbia. Mais Musetto, certainement averti par son efficace service d'informations, se replie rapidement et silencieusement à ouest, vers la Limbara, en direction de Tempio Pausania, pour ensuite rejoindre Torres. Ainsi protégé dans son nouveau quartier général fortifié (où il avait rassemblé le gros de ses navires), le Sarrasin inquiète les Pisans, qui ont à nouveau laissé leur ville sans défense. Ainsi les Pisans auraient laissé les Sardes seuls (et donc moins dangereux) face à l'envahisseur.
Ainsi moins menacés, les pirates arabes mettent en place un réseau de patrouilles maritimes pour instaurer un blocus des eaux entre la Sardaigne et la Corse.
Peu après, l'activité pirate se déplace vers la mer Tyrrhénienne, où ils commencèrent à piller les bateaux des Génois et des Pisans.
Ces derniers n'avaient pas seulement leur économie en suspens, mais également un désir de vengeance.